# Balduin von Luxemburg

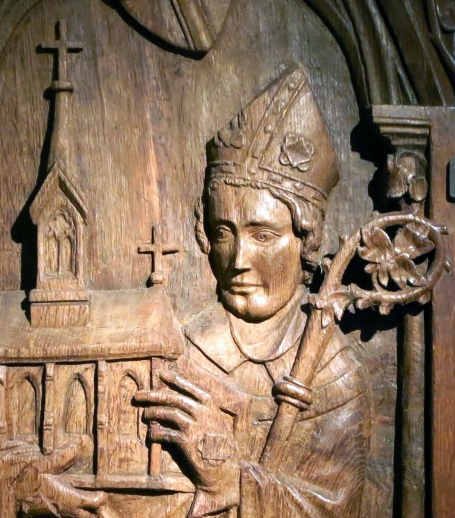
Chorstuhlwange aus dem Trierer Kartäuserkloster mit Darstellung von Erzbischof Balduin von Luxemburg, Eichenholz, um 1340. Museum am Dom Trier. Foto: Markus Groß-Morgen

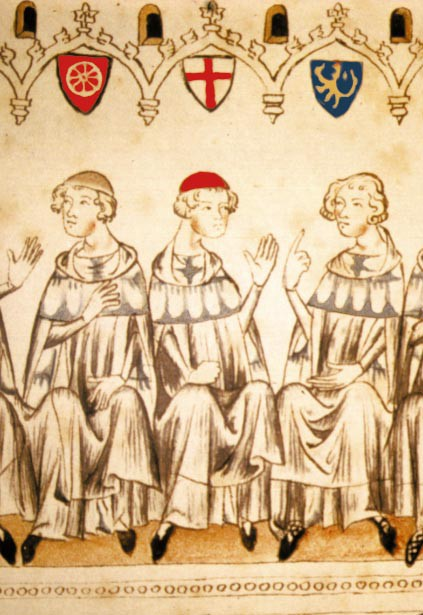
Die Kurfürsten bei der Königswahl 1308: von links Peter von Mainz, Balduin und Rudolf I. Pfalzgraf bei Rhein (Bilderchronik des Kurfürsten Balduin von Trier, Trier um 1340. Landeshauptarchiv Koblenz, Bestand 1 C Nr. 1 fol. 3b)

Balduin von Luxemburg oder Balduin von Trier (* um 1285 in Luxemburg; † 21. Januar 1354 in Trier) aus dem Geschlecht der Luxemburger war von 1307 bis 1354 Erzbischof und Kurfürst von Trier, von 1328 bis 1336 (mit Unterbrechung) Administrator des Erzbistums Mainz und von 1331 bis 1337 Administrator der Bistümer Worms und Speyer. Balduin war einer der einflussreichsten Reichsfürsten in der ersten Hälfte des 14. Jahrhunderts und gilt als der unternehmensfreudigste Kurfürst von Trier.
Das 14. Jahrhundert war für Europa ein Ende der mittelalterlichen Warmzeit, der Hungersnöte (bereits seit der zweiten Hälfte des 13. Jahrhunderts) und des Schwarzen Todes, deren Auswirkungen in der modernen Forschung allerdings unterschiedlich bewertet werden, zumal das Spätmittelalter nach Ansicht der neueren Forschung keine „Niedergangszeit“ war. Die erste Hälfte des 14. Jahrhunderts war politisch auch eine Zeit des Streits der Fürsten mit den Päpsten um das Vorrecht, den jeweils eigenen Kandidaten für einen Thron oder Bischofsstuhl bestimmen zu können. Balduin beteiligte sich an diesen Auseinandersetzungen und wurde 1328 von den Päpsten Johannes XXII. und 1336 Benedikt XII. wegen Verstoßes gegen kanonisches Recht exkommuniziert.
Viele Aktionen Balduins zeigen einen politischen Gestaltungswillen, der das Bistum Trier nur als einen Teil seines Bestrebens erscheinen lässt, der Familie Luxemburg eine Führungsrolle im Heiligen Römischen Reich zu sichern. Er unterstützte seinen Bruder Heinrich, seinen Neffen Johann von Böhmen und seinen Großneffen Karl, ihre Herrschaft zu erringen und zu sichern. Balduin vertrat dabei in den Auseinandersetzungen zwischen Papst und König das Recht der Kurfürsten des Reiches auf die alleinige Königswahl und somit gegen den päpstlichen Approbationsanspruch. Er soll die bestimmende Person gewesen sein, die das ausschließliche Recht auf eine unbehinderte Wahl formulierte, wie es schließlich 1356 die Goldene Bulle festlegte.
In mehreren Landfriedenseinungen mit seinen regierenden Nachbarn schuf er für sein Territorium Rechtssicherheit und sichere Straßen für den Handel. Das selbstherrliche Fehdewesen des Landadels schränkte er ein. Seine wirtschaftliche Macht machte es ihm möglich Städte, Burgen und Ritter seinem Primat unterzuordnen – mit Geld oder mit Militär. Seinem legendenreichen Ruf ein machtbewusster, auch gewaltbereiter Landesfürst gewesen zu sein, stehen Zeugnisse gegenüber, die Balduin als frommen Kirchenmann schildern. So unterwarf er sich z. B. in mehrmaligen "Auszeiten" demütig den Ritualen des besonders strengen Karthäuserordens.

## Leben
| Stationen im Leben des Trierer Erzbischofs und Kurfürsten Balduin | Stationen im Leben des Trierer Erzbischofs und Kurfürsten Balduin                                                                      |
| ----------------------------------------------------------------- | --- |
| um 1304                                                           | Beginn der Kurienkarriere als Dompropst (Vorstand) des Domkapitels in Trier                                                            |
| 7. Dezember 1307                                                  | Das Trierer Domkapitel wählt Balduin statt Emich von Sponheim zum Nachfolger von Diether von Nassau                                    |
| 11. März 1308                                                     | Wahlbestätigung und Weihe durch Papst Clemens V. in Poitiers                                                                           |
| 6. Januar 1309                                                    | Bruder Heinrich und Ehefrau Margarethe werden in Aachen gesalbt und gekrönt                                                            |
| 28. April 1310                                                    | Erste Provinzialsynode mit der Ankündigung von Reformen                                                                                |
| 15. September 1310                                                | Für die Dauer seines Romzugs setzt Balduin als Vertretung drei Generalvikare zur Bistumsverwaltung ein                                 |
| 18. Juli 1313                                                     | Übertragung der Reichsgüter Oberwesel und Boppard am Mittelrhein als Pfänder des Reichs                                                |
| 1320                                                              | Die Grafen von Sponheim werden zu dauernden Gegnern des Erzbischofs                                                                    |
| Mai 1323                                                          | In Reims zur Krönung seiner Nichte Maria zur französischen Königin und Paris zur Hochzeit seines Großneffen Karl mit Blanka von Valois |
| vermtl. seit 1324                                                 | Finanzverwaltung des Bistums durch die Trierer Juden Muskin und Jakob Daniel                                                           |
| 1328                                                              | Erste Übernahme der Administration des Erzbistums Mainz                                                                                |
| 11. November 1328                                                 | Exkommunikation durch Papst Johannes XXII.                                                                                             |
| vermtl. ab 1330                                                   | Aufzeichnung und Sammlung der Privilegien und Rechte des Bistums (sog. Balduineen)                                                     |
| 18. August 1331                                                   | Stiftung des Kartäuserklosters in Koblenz                                                                                              |
| 1332                                                              | Stiftung des Kartäuserklosters in Trier                                                                                                |
| ab Mai 1332                                                       | Rudolf Losse wird Balduins Sekretär, Notar und Gesandter                                                                               |
| 22. September 1333                                                | Aufrichtung des (Kaisers-)Lauterer Landfriedens                                                                                        |
| ab 1336                                                           | Beginn von Judenverfolgungen. Um 1348 Ende des jüdischen Einflusses auf die Geldwirtschaft im Bistum Trier                             |
| 1337                                                              | Rückgabe der Verwaltungen von Mainz, Worms und Speyer                                                                                  |
| Juli/August/September 1338                                        | Gründung des Rhenser Kurvereins. Reichstag in Koblenz                                                                                  |
| 24. Mai 1346                                                      | Endgültiger Bruch mit Kaiser Ludwig dem Bayern                                                                                         |
| 11. Juli 1346                                                     | Wahl des Großneffen Karl zum Römischen König (ab 1355 Kaiser)                                                                          |
| 1. Oktober 1346                                                   | Der Graf von Westerburg, einer der widerspenstigsten Gegner Balduins, muss Burg Schadeck übergeben                                     |
| Zwischen 1356 und 1367                                            | Balduins Taten werden in den Gesta Baldewini beschrieben und überliefert                                                               |

### Herkunft und Jugend
Balduin entstammte einer der angesehensten Familien des westlichen Reichsgebiets. Ihre Abstammung wird von den westfränkischen Karolingern abgeleitet. Nach dem Tod des Vaters Heinrich VI. (nach anderer Zählart III.) von Luxemburg 1288 in der Schlacht von Worringen, nahm der Hof König Philipps IV. Einfluss auf die Erziehung Balduins und seines älteren Bruders Heinrich. Beide sprachen neben Französisch auch Deutsch, Latein und wohl auch die Sprachen der Niederrhein-Maas-Mosel Region. 1294 wurden Balduins älterer Bruder Heinrich mit dem Vertrag von Pontoise zu einem (ligischen) Vasallen des französischen Königs, der später Balduins Kirchenkarriere fördern sollte. Folgend der besonders vom französischen Adel geübten Kultur des Rittertums, erhielt Balduin wahrscheinlich auch eine Ausbildung für den ritterlichen Kampf. Balduins weitere Geschwister waren Walram, der 1311 bei der Belagerung von Brescia im Romzug Heinrichs fiel. Die Schwestern Margarete und Felicitas (als Witwe) waren beide Klostervorsteherinnen.
Wie in herrschenden Familien üblich, war für den drittgeborenen, dem jüngsten Sohn Balduin, eine Laufbahn als Geistlicher vorgesehen. Er studierte (mit Unterbrechungen) von 1299 bis 1307 in Paris Theologie und kanonisches Recht. Eine umfassende Allgemeinbildung erhielt er durch die artes liberales, die aufkommenden Naturwissenschaften.

### Erzbischof von Trier
Balduins Kirchenkarriere, die er mit gerade einmal zwanzig Jahren begann, war seiner in Paris erworbenen Bildung, päpstlicher Diplomatie und vor allem seiner hochadligen Herkunft zu danken. 1304 wurde er Dompropst in Trier. 1305 soll sein Bruder Graf Heinrich versucht haben, anlässlich der Papstkrönung Clemens V. in Lyon, für Balduin den Mainzer Bischofsstuhl zu erlangen. Im Alter von 22 Jahren wurde er 1307 vom Trierer Domkapitel zum Erzbischof gewählt – eine Wahl, die aus Altersgründen ungültig war. 1308 suchte Balduin vermutlich die Unterstützung König Philipps des Schönen und gelobte ihm und seinen Nachfolgern die Treue. Balduin galt damit, neben den Bischöfen von Köln und Mainz, mit schriftlich fixierten Eidesleistungen nach ligischem Recht, zu den „Parteigängern des Königs von Frankreich.“ Der französische Papst Clemens V. selbst weihte ihn im März 1308 in Poitiers zum Erzbischof von Trier. Das Bistum Trier war bereits zur Zeit seiner Vorgänger in eine schwere Krise geraten. Besitz und Einkünfte waren verschuldet und verpfändet. Sein Vorgänger Diether von Nassau war exkommuniziert und suspendiert worden. Mit Gewalt und Plünderungen trieb der regionale Adel seine Forderungen ein und berief sich auf mündlich gemachte Versprechen der Trierer Kirche. Das Domkapitel und der Erzbischof waren durch die Wahl des Gegenbischofs Emich von Sponheim untereinander zerstritten und „… die Masse des Klerus von dem all zu sehr angesammelten Hass verwirrt“.
Balduin hatte von seinem Vorgänger Diether von Nassau ein wirtschaftlich heruntergewirtschaftetes Bistum Trier und einen zerstrittenen Klerus übernommen. Von seinem Bruder Heinrich erhielt er 1308 – trotz eines „von Anbeginn vorhandenen Vermögens“ – einen Kredit in Höhe von 40.000 kleinen Turnosen, den Balduin in Anbetracht der kritischen Finanzlage dringend benötigte. Balduin zahlte ab 1310 den Kredit in Raten an Heinrichs Sohn Johann ab, der das Geld wiederum zur Stabilisierung seiner Herrschaft in Böhmen nutzte, wo er seit Ende 1310 herrschte. Balduin erhielt von Heinrich 1309 zudem teils befristete, teils unbefristete Einnahmen aus den ertragreichen Rhein- und Moselzöllen. Des Weiteren sanierte Balduin mit der Einrichtung einer Ämterverwaltung nach französischem Vorbild und Geldgeschäften mit vorwiegend jüdischen Finanziers das Bistum Trier. In Paris hatte Balduin auch die Vorzüge einer Verwaltung kennengelernt, die mit „geschriebenem Recht und schriftlich festgehaltenen Rechtstiteln zur Mehrung der Macht“ arbeitete. Die Einführung einer Ämterverwaltung nach französischem Vorbild und die schriftliche Rechtstiteldokumentation als Voraussetzung einer geordneten Staatsfinanzierung befähigten Balduin für das Amt eines Erzbischofs von Trier und Metropoliten der Kirchenprovinz Trier mit den Bistümern Metz, Toul und Verdun und für das Amt eines Metropoliten der Kirchenprovinz Mainz für die Zeit als Verweser des Erzbistums Mainz (1328–1337), der Hochstifte Speyer (1331–1337) und Worms (1331–1337). Darüber hinaus war er einer der sieben Kurfürsten und, als Bischof von Mainz, Kanzler des Heiligen Römischen Reiches und seit 1346 Reichsvikar. Nach dem Tod seines Neffen Johanns, König von Böhmen und Grafen von Luxemburg, übernahm er die Verwaltung der familieneigenen Grafschaft.

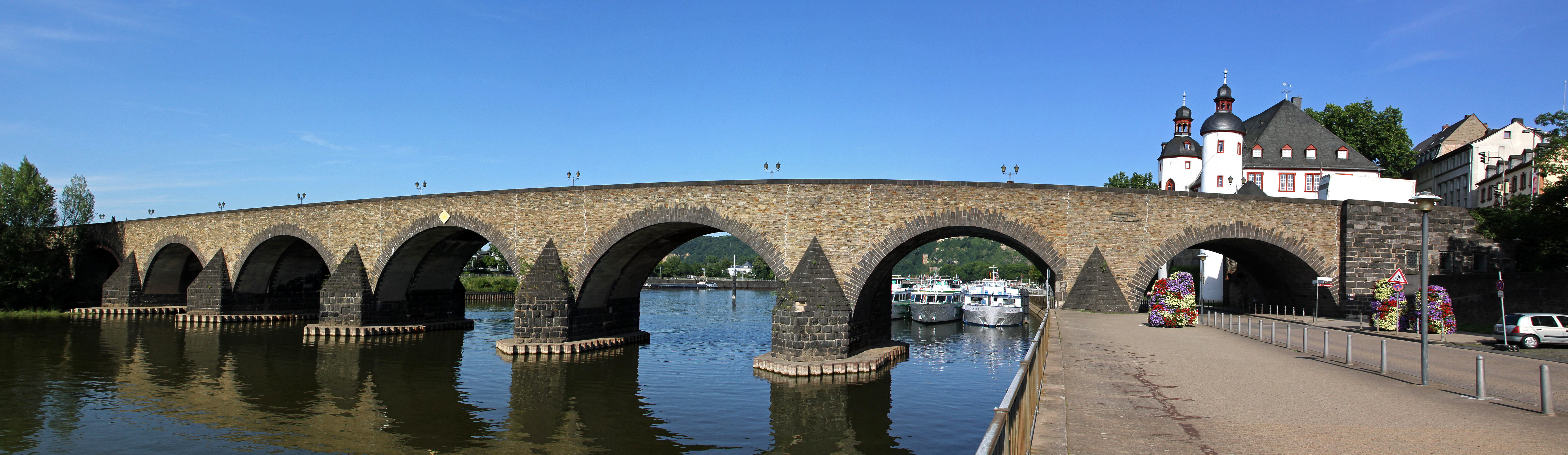
Die Balduinbrücke in Koblenz

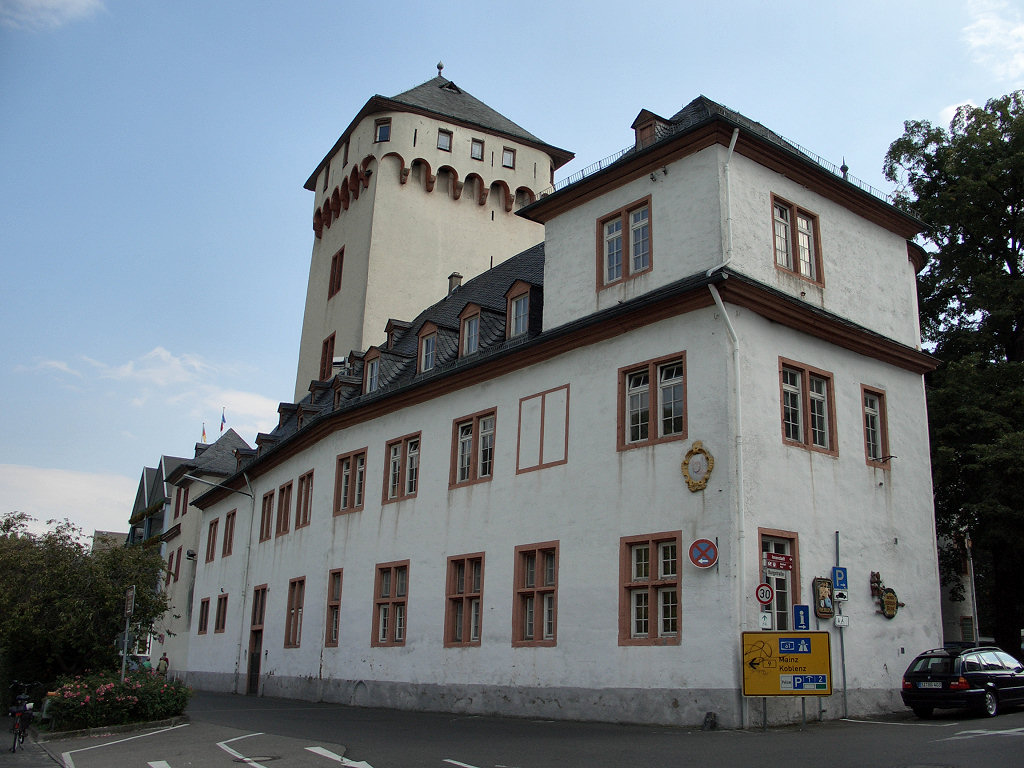
Balduinsburg in Boppard – Wurde nach 1327 als Stadtburg nach dem Krieg mit Boppard ausgebaut.

Balduin wird als eigentlicher Begründer des Trierer Kurstaates angesehen. Dieses Urteil gilt mit der Einschränkung, dass er „nur“ die Bestrebungen seiner Vorgänger weiterverfolgte. Es gelang ihm jedoch nicht, z. B. das Reichsgut Kröver Reich zur Pfandschaft zu machen und damit die Moselachse Trier–Koblenz zu schließen. Auch musste er sich im Hunsrück und an der Nahe mit den Grafen von Sponheim arrangieren und an der Lahn und im Westerwald konnte er den bereits bestehenden Besitz und Einfluss Triers nicht wesentlich ausbauen. So war der Kurstaat Trier kein Flächenstaat, sondern eine Ansammlung von Landesteilen aus Eigenbesitz und Einflusszonen, die durch Lehnsverträge oder bilaterale Einungen in einem Abhängigkeitsverhältnis zu Balduin standen. Sein vielleicht wichtigster Gewinn für das Bistum waren die Pfänder Reichsstädte Boppard und Oberwesel und das Gallscheider Gericht durch seinen Bruder Heinrich, der damit seine Schulden aus dem Italienzug bei Balduin minderte. Die Pfandschaft am Mittelrhein mit ihren, später von Kaiser Ludwig hinzu verpfändeten Rheinzöllen wurde niemals mehr vom Reich eingelöst.
Unstrittig ist Balduins Verdienst bei der Einrichtung einer effizienten Verwaltung. Die Gründung von Ämtern, an deren Spitze ein – heute würde er verbeamtet genannt – zumeist adliger Amtmann das Recht des Bischofs vertrat, sicherten das Befestigungsrecht und den Landfrieden zum Schutz der Bevölkerung vor dem Faust- und Fehderrecht einer in Verarmung und Gesetzlosigkeit geratenen Ritterschaft. Balduin gelang dabei vielfach gewaltlos – dann aber mit Geld – die Integration des widerständigen Landadels in Verwaltungsaufgaben des Erzstiftes. Die Anerkennung für Balduins Regentschaft beruhte auf der Politik Burgen zum jeweiligen Zentrum seiner Ämter zu machen, sich mit einem ihm eng verbundenen und großzügig belohnten Personal zu umgeben und eine bis dahin ungewöhnlich effektive Finanzpolitik zu betreiben. Die Bischöfe von Trier besaßen zu Balduins Amtsantritt rund 20 eigene Burgen im Umkreis von Trier und von Koblenz. Balduin kaufte, baute aus und eroberte 16 weitere hinzu. Wesentlich umfangreicher war ein Netz von mehr als 90 Burgen, deren Besitzer, durch einen Lehensvertrag dem Erzstift verbunden, die Landesherrschaft Balduins sicherten. Eine Quellenauswertung Ende des 19. Jahrhunderts bezifferte die jahresdurchschnittlichen Lehnszahlungen auf 1.450.000 Mark gegenüber noch nicht einmal 500.000, die seine Vorgänger in der zweiten Hälfte des 13. Jahrhunderts ausgaben.
Eine initiative Rolle zur Befriedung seines Kurfürstentums wird Balduin beim Zustandekommen von Schutz- und Geleitbündnissen, z. B. für einen sicheren Handelsverkehr und Landfriedenseinungen, hier insbesondere zur Eindämmung des Fehderechts als der „rechtlichen Institution“ des niederen Adels, zugeschrieben.
Ebenso war Balduin auch maßgeblich an der Entwicklung der Stadt Trier und der Umgebung beteiligt. Sehr wahrscheinlich geht auch die Sanierung der Römerbrücke in Trier auf seine Initiative zurück. In Koblenz begann er die erste steinerne Brücke zu bauen, die Balduinbrücke, und etwa zu gleicher Zeit ließ er eine 1344 erstmals erwähnte, knapp acht Kilometer nordwestlich gelegene Wasserburg in Kärlich errichten. Als Bauherr ist Balduin vor allem mit dem Bau von Wehrbauten bekannt geworden. An sakralen Bauwerken wird ihm die Weiterführung und Vollendung bereits begonnener Bauten zugeschrieben. Dazu zählen unter anderem die Liebfrauenkirche in Oberwesel (1331 eingeweiht), die Gotisierung und Vollendung der Osttürme des Trierer Doms, das Karmeliterkloster in Boppard und Klosterbauten wie die Kartausen in Koblenz und Trier.
Auf Initiative Balduins schrieb 1310 die Trierer Provinzialsynode ihren Kirchen vor, ihre Räume mit Bildnissen und Skulpturen zu schmücken und den Bestand ihrer liturgischen Geräte, die ornamenta ecclesiarum, zu erweitern. Sicher führte Balduins Anweisung zu einem Produktionsschub für das Kunsthandwerk, der sich bis in die moderne Zeit z. B. noch in einer vielerorts erhaltenen, gotischen Kirchenausstattung zeigt. „Als großer Förderer der schönen Künste ist Balduin nicht bekannt geworden“. (Prof. F. J. Ronig 1985) Aus seiner Zeit sind aber hervorragende Beispiele der Buchmalerei überliefert, darunter besonders die illustrierte Geschichte seiner eigenen und seines Bruders Heinrich mit den Darstellungen der Romfahrt.
Die Ämterhäufung und die territorialen Zugewinne für das Erzstift Trier wären ohne Balduins Kreditgeschäfte mit seinem Bruder Heinrich und jüdischen Geldhändlern weniger erfolgreich gewesen. „… seine Fähigkeit, schnell und in ausreichendem Maße Kapital bereitstellen zu können, wenn bestimmte Vorhaben dies zu ihrer Verwirklichung erfordern“, spielte zur Durchsetzung seines Primatanspruchs eine entscheidende Rolle. Ob Balduin finanziellen Nutzen aus dem Italienzug erzielte, lässt sich nur auf wenige Hinweise hin vermuten: „[…] Die Absicht zur Nutzung der fiskalischen Möglichkeiten Italiens“ war eines der vorrangigsten Motive für die Beteiligung an diesem gewaltbegleiteten und von den wohlhabenden Kommunen Norditaliens als Plünderungszug beklagten Unternehmen.
Bemerkenswert ist, dass bereits zwei Jahre nach Ende des Zuges das Reich bei Balduin Schulden von mehr als drei Millionen Mark hatte.
Eine „unbefriedigende Forschungslage“ erschwert eine Beschreibung von Balduins „komplexen Bindungsrahmen“ (Alfred Haverkamp 1985) zu den jüdischen Gemeinden seines Einflussbereichs. Quellengesichert ist der wirtschaftliche Nutzen, den er Juden verdankte, die für ihn ab den 1320er Jahren die Finanzen des Bistums verwalteten. Ihre, der Zeit entsprechende Rechtslosigkeit, bedeutete hohe Schutzgelder und Steuern – und im Fall einer Vernichtung einer seiner jüdischen Familien – und nach 1349 deren Vermögensübertragung, plus der Bußgelder der Kommunen für unterlassenen Schutz, an die bischöfliche Kasse. Beträchtliche Gewinne erbrachte der Handel mit Pfändern und Schulden der Kirchen und des Adels bei den Juden. Mit der Übernahme dieser Schulden gerieten die Schuldner in Balduins Abhängigkeit. Ein weiteres Einkommen soll er sich mit dem Eintreiben von Schulden für die Juden gesichert haben, die er von seinen Amtsleuten ausführen ließ, wobei fast die Hälfte der Schuldsummen der jüdischen Gläubiger den bischöflichen Kellereikassen gutgeschrieben wurde. Balduins ökonomische Macht gründete sich also stark auf die Verfügungsgewalt über „seine Juden“, die, seit Ende des 13. Jahrhunderts in Frankreich verfolgt, sich in limitierter Anzahl in den erzstiftischen Orten niederlassen durften.
Das Ende seiner Regierungszeit belasteten der wirtschaftliche und soziale Niedergang seines Bistums infolge einer Reihe von Missernten, durch die Pest und die exzessiven Pogrome, unter denen besonders auch die unter seinem Schutz stehenden Juden in den Jahren von 1348 bis 1350 gelitten hatten. 1353 erhielt Balduin vermutlich wegen schlechten Gesundheitszustandes eine päpstliche Fastendispens. d. h., er musste nicht auf die gewohnte Nahrung, z. B. an Freitagen und vor Feiertagen verzichten. Er starb, vermutlich 69 Jahre alt, in Trier am 21. Januar 1354.
Als nach Balduins Tod der Vatikan Anspruch auf seinen persönlichen Nachlass erhob, war laut Domkapitel von 300.000 Gulden fast alles „zur Unterstützung König Karls IV. und zur Verteidigung des Erzstiftes“ aufgebraucht.

### Administrator des Bistums Mainz
Nach dem Tod des Mainzer Erzbischofs Peter von Aspelt postulierte das Mainzer Domkapitel 1320 Balduin zum neuen Erzbischof. Ausschlaggebend für seine Wahl war wohl auch Balduins rascher Erfolg in der finanziellen Sanierung des Bistums Trier. Bis zu einer päpstlichen Bestätigung trat er sein Amt sogleich als Administrator an. Eine solche Bestätigung wurde jedoch von Papst Johannes XXII. nie erteilt. Johannes XXII. bestand auf dem von Papst Bonifatius VIII. im Jahre 1300 verfügten Recht zur Provision des Mainzer Erzstuhls und ernannte stattdessen am 4. September 1321 Matthias von Buchegg zum neuen Erzbischof. Dies lag darin begründet, dass Balduin ein Parteigänger Ludwigs des Bayern war, den Johannes XXII. aus eigenen Machtinteressen bekämpfte. Balduin erkannte Matthias von Buchegg sofort als rechtmäßigen Erzbischof von Mainz an, was sich als weitsichtig und klug herausstellte, denn so gewann er den Mainzer Erzbischof als Vertrauten und konnte ihn seiner eigenen Position in der offenen Königsfrage annähern.
In Mainz 1328 zum zweiten Mal, wurde Balduin vermutlich ab 1331 auch zum Administrator der Bistümer Worms und Speyer ernannt und hatte so zeitweilig vier Bistümer zu regieren. In Worms sollte er im Streit zwischen Domkapitel und der Kurie um den Nachfolger für den 1329 verstorbenen Bischof Konrad IV. von Schöneck vermitteln. Balduin konnte den Favoriten des Papstes, den Mainzer Bürger Salman Waltpot nicht einsetzen. Er befriedete dennoch das Bistum, nahm die Burgen Schadeck und Wielenstein ein und ernannte zwei Ko-Administratoren. 1336 gab er die Administration von Worms zusammen mit Mainz auf. Auch in Speyer waren sich Domkapitel und Kurie uneins über die Nachfolge des verstorbenen Bischofs Emich von Leiningen. Der vom Kapitel gewählte Walram von Veldenz soll aber das Bistum innerhalb von zwei Jahren verschuldet haben. Er übertrug Balduin die Verwaltung, der die Wirtschaftsbilanz des Hochstifts Speyer wieder in positive Zahlen brachte.

### Mainzer Schisma
Der Mainzer Bischof war, als Erzkanzler des Reiches, nach dem König die ranghöchste Person, die zu einer Königswahl die Kurfürsten zu laden hatte. Der Kaiser, der Papst, das Domkapitel und 1328 auch der französische König, versuchten die Wahl des Erzbischofs von Mainz zu beeinflussen. Im Streit um die Besetzung des Bischofsstuhl „wurde die letzte Auseinandersetzung zwischen Kaisertum und Papsttum unmittelbar vor dem Rhenser Kurverein von 1338 ausgetragen.“

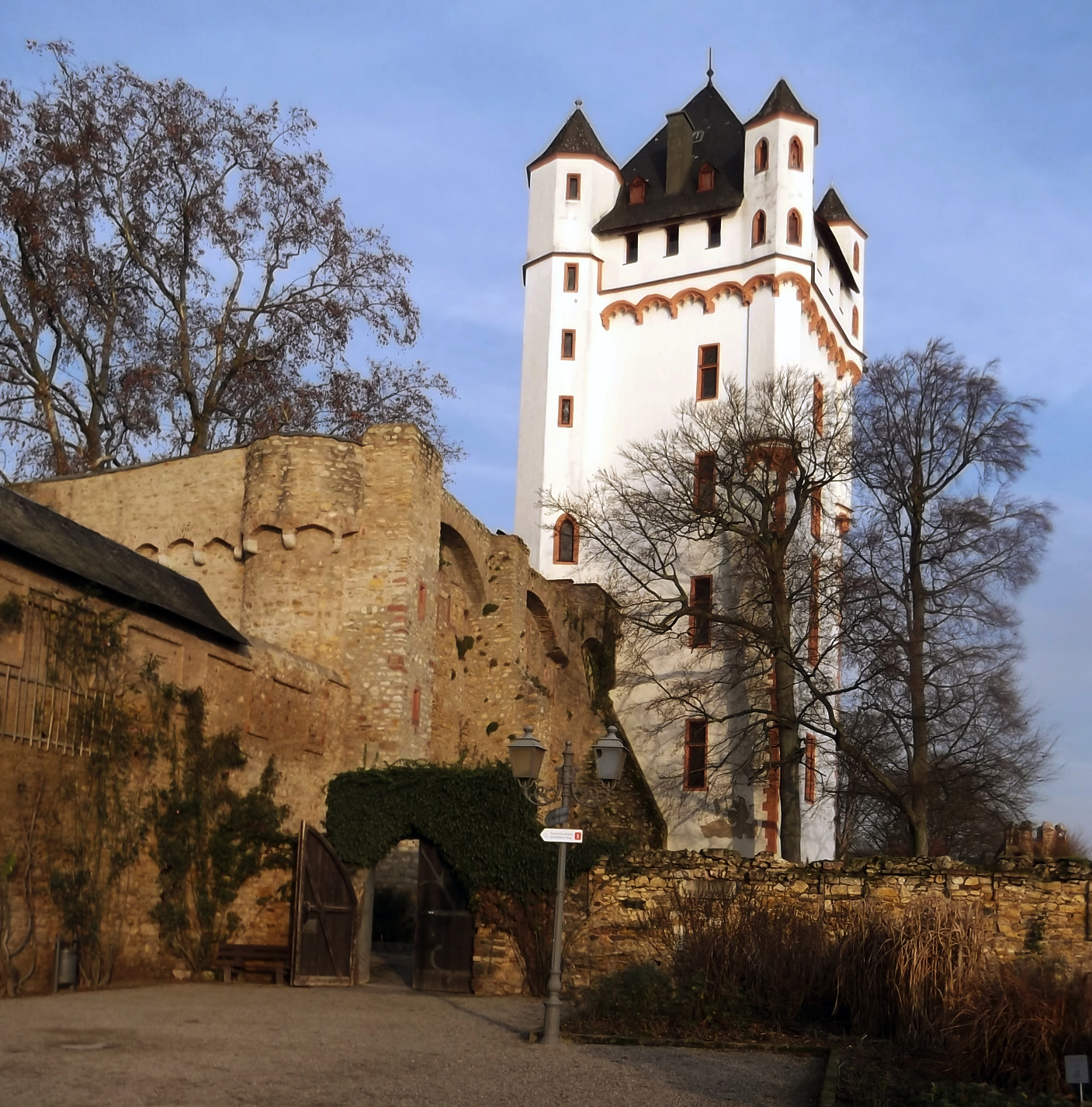
Die von Bischof Balduin wieder aufgebaute Burg in Eltville am Rhein.
1. Hälfte des 14. Jahrhunderts

Nach dem Tod des Mainzer Erzbischofs Matthias von Buchegg im Jahr 1328 wurde Balduin erneut einstimmig vom Mainzer Domkapitel zum Erzbischof von Mainz postuliert, während der Papst Heinrich III. von Virneburg zum Mainzer Erzbischof ernannte. Trotzdem verwaltete Balduin das Mainzer Erzstift und hatte dabei die volle Unterstützung durch das Mainzer Domkapitel. Als Erzbischof von Mainz residierte Balduin in Eltville, da es zwischen ihm und den Bürgern von Mainz ab Juli 1329 zu Kämpfen, Zerstörungen von Kirchen und Klöstern und einer Belagerung der Stadt gekommen war. Die Kurfürstliche Burg wurde bei diesen Kämpfen von den Mainzern beschädigt, aber von Balduin wieder aufgebaut. Inzwischen regierte ein neuer Papst, Benedikt XII., in Avignon, der auch auf seinem kanonischen Recht der Bischofseinsetzung beharrte und Balduins Rechtfertigung, dem Willen des Domkapitels zu folgen und aus Sorge um das Wohl des Bistums Mainz zu handeln, nicht folgte. Er sah in Balduins Beharren im Mainzer Bischofs- und Reichskanzleramt den Willen zur Vergrößerung von Macht und Einflussmöglichkeit und forderte von Balduin den Rücktritt von der Administration und exkommunizierte ihn im Oktober 1336. Balduin gab hinhaltend seinen Anspruch nach einem Urteil der Kurie in Avignon auf und beendete so das Mainzer Schisma. Erst im November 1342 erteilte ein neuer Papst, Clemens VI., Balduin die Absolution. Für Balduin wurde das Kapitel Mainz unbefriedigend abgeschlossen. Er hatte die Administration nur einige Zeit mit Hilfe des Domkapitels ausführen können, hatte sich mit der Stadt Mainz, dem Kaiser, der Kurie und dem Papst zerstritten und letztlich Heinrich von Virneburg als Bischof von Mainz nicht verhindern können. Das Domkapitel forderte am 28. Oktober 1338 Balduin auf, seine Mitra und andere Bischofsinsignien aus Mainz wieder zurückzugeben.

### Kurfürst und mehrjähriger Erzkanzler des Reichs
Historiker sehen in Balduin eine der hervorragenden Persönlichkeiten der deutschen Reichsgeschichte des 14. Jahrhunderts. Sein politischer Gestaltungswille, sein Wirken für das Wohl der eigenen Familie und die Konsequenz für die persönliche und der Kirche Politik auch Waffengewalt einzusetzen, leiteten den Aufstieg der Luxemburger Familie zu einer der bedeutendsten Familien Mitteleuropas im Spätmittelalter ein.
Balduin hatte 46 Jahre Zeit, in denen er zu einem der einflussreichsten Politiker des Heiligen Römischen Reiches des frühen 14. Jahrhunderts werden konnte. An den Wahlen zu drei Königen aus seiner Familie war er entscheidend beteiligt. Mit dem Mainzer Erzbischof Peter von Aspelt, der auch aus einer luxemburgischen Adelsfamilie stammte, setzte er 1308 gegen Karl von Valois die Wahl seines Bruders Heinrich, „nach Herkunft und Erziehung le plus français des Princes du Saint Empire“ zum römisch-deutschen König durch. 1310 gelang es den Luxemburgern, durch eine Ehe von Heinrichs Sohn Johann mit der Tochter von Wenzel II. (Böhmen) dem Haus Luxemburg Ansprüche auf die böhmische Krone, die mährische Markgrafschaft und die Kurfürstenwürde zu sichern und ihre Einfluss- und Machtsphäre vom Westen zum Osten des Reiches hin zu erweitern.
Von 1310 bis 1313 verließ Balduin für fast drei Jahre sein Bistum, um seinen Bruder Heinrich bei dessen Italienzug zu unterstützen und ihm zur Kaiserkrönung in Rom zu verhelfen. Heinrich wurde als erster römisch-deutscher König seit fast einem Jahrhundert am 29. Juni 1312 im Lateran von Rom zum Kaiser gekrönt. Er versuchte in Reichsitalien wieder die Reichsansprüche durchzusetzen, kam damit aber mit anti-kaiserlichen Kräften in Konflikt (den Guelfen, dem König von Neapel, dem französischen König und am Ende auch mit dem Papst). Balduin war an dem Romzug mit eigenen Truppen und Geldern beteiligt. Heinrich starb aber schon am 24. August 1313, möglicherweise an Malaria in der Nähe von Siena.
Mit dem Tod der Brüder Heinrich und Walram war Balduin das Familienoberhaupt der Luxemburger geworden. Da er der Familie die Machterweiterung nach Mitteleuropa hin ermöglicht hatte, war eine Unterstützung für seinen Neffen, König Johann von Böhmen, als Berater, Finanzier und 1315 auch als bewaffneter Streiter gegen den auf Eigenständigkeit bedachten böhmisch-mährischen Adel gefordert. Dagegen sahen die Böhmen in Balduins und anderer aus dem luxemburgischen Gefolge Tätigkeit eine Einmischung in innere Angelegenheiten und verlangten von Johann, die fremden Berater zu entfernen.
Dem Sohn seines Bruders Heinrich, Johann, konnte Balduin nicht zum Reichsthron verhelfen. Die Nähe zum französischen Königshaus und noch einen Luxemburger in einer Machtposition im Reich, ließen die anderen Kurfürsten eine Beschränkung ihrer territorialen Möglichkeiten befürchten. Bei der anschließenden Königswahl von 1314 unterstützte Balduin den Wittelsbacher Ludwig den Bayern um einen Habsburger Regenten zu verhindern. 1332 revanchierte sich Ludwig der Bayer mit einer Bestätigung der Besitzungen und Privilegien der Trierer Kirche und der Verpfändung von Kaiserslautern. 1333 initiierte er den Kaiserslauterer Landfrieden, der sich über die Grenzen des Bistums Trier nach Süden bis zum Elsass erstreckte. Balduin versuchte hier einzelne Burgen und kleinere Herrschaften unter seinen Einfluss zu bringen. Daran zeigte sich, dass seine territorialen Interessen über das Bistum Trier hinausgingen und er zwangsläufig in Konflikte mit der Pfalzgrafschaft geriet. Erst als Balduins Großneffe Karl die Tochter von Pfalzgraf Rudolf heiratete und so Luxemburger und Wittelsbacher zu Verwandten wurden, sind Bemühungen Balduins, den Pfalzgrafen ihre linksrheinische Stellung streitig zu machen, nicht mehr überliefert.
1338 ist vermutlich das ereignisreichste Jahr in Balduins reichspolitischer Tätigkeit. Nach einer Zusammenkunft der Kurfürsten nahe Koblenz erklärten sie, dass die Wahl eines von ihnen gewählten deutschen Königs nicht mehr durch die Zustimmung des Papstes bestätigt werden müsse. Die Formulierungen dieses Kurverein von Rhense sollen auf maßgeblicher Einwirkung Balduins entstanden sein. In gleicher Zeit bildete sich eine Allianz von Kaiser Ludwig und dem englischen König Edward III. aus dem Haus Anjou-Plantagenet gegen Frankreichs König Philipp VI. Edward erhob, unter Berufung auf seine Abstammung von den Kapetingern, Anspruch auf die französische Krone. Auch Balduin war an dieser Allianz beteiligt und sollte an Sold- und Subsidiengelder 100.000 Florin erhalten. Die Unterstützung Edwards durch Kaiser und Kurfürst soll schwach gewesen sein, auch weil der englische König seine vereinbarten Zahlungen nicht einlöste. Zur Absicherung seiner Schulden musste er Balduin bis 1340 seine Krone als Pfand bis 1340 hinterlegen.
Andauernde Konflikte Kaiser Ludwigs mit der Kurie, der Bannfluch des Papstes und schließlich auch seine gegen Luxemburger Interessen gerichtete Allianz mit Frankreichs König Philipp IV. führten 1346 zum endgültigen Bruch mit Balduin und dem Haus Luxemburg. Ein Jahr später verhalf er seinem Großneffen Karl, dem Markgraf von Mähren, zur Wahl zum römisch-deutschen (Gegen)-König. Obwohl das gegenseitige Verhältnis zeitweilig durchaus gespannt war, blieb Balduin bis zu seinem Tode ein Geldgeber, und mit einer Generalvollmacht für die Grafschaft Luxemburg ausgestattet, die wichtigste Stütze Karls im Westen des Reiches.

### Balduins Fehden und Kriege
Das Bild eines Bischofs Balduin, hoch zu Ross und mit geschwungenem Schwert erinnert daran, dass die herrschenden Klassen des Mittelalters selbstverständlich alle Krieger waren und das öffentliche Recht und alle politischen Beziehungen sich „in den Vorschriften des Waffendienstes“ (Georges Duby1986) bewegten. Die ritterlichen Tugenden Tapferkeit im Streit und Freigebigkeit den Anhängern gegenüber, galten als die wichtigsten Eigenschaften des Adels.
Balduin scheute daher als Kirchenmann nicht vor militärischer Gewalt oder Gewaltandrohung zurück, wenn seine Interessen gefährdet und nicht durch das Aushandeln von Forderungen und Gegenleistungen gewaltlos beigelegt werden konnten. Seine Erziehung am französischen Hof schloss wahrscheinlich auch eine Ausbildung im ritterlichen Kampf ein. Balduins Gewandtheit und körperliche Stärke, die ihn befähigten an Kämpfen teilzunehmen, wird in den Gesta Treverorum, cap. 228, hervorgehoben. Bei seiner Teilnahme an dem dreijährigen Italienzug seines Bruders Heinrich ab 1310 führte er von Mailand bis Rom und wieder zurück das Schwert.
In Deutschland zog er 1316 zur Unterstützung seines Neffen Johann von Böhmen, zusammen mit Bischof Peter von Aspelt, „mit ansehnlichem Heeresgefolge“ nach Prag. In den trierischen Ländern waren es vor allem die fortgesetzten Konflikte mit den Grafen von Sponheim, dem Graf von Westerburg und dem Graf von Nassau, welche die habsburgische Reichsregierung, aber nicht den Erzbischof aus dem Haus Luxemburg als ihren obersten Regenten anerkennen wollten.
Zwischen 1324 und 1326 beteiligte er sich in dem Krieg der vier Herren gegen die freie Reichsstadt und Stadtrepublik Metz. 1327 musste Balduin den Widerstand der Bopparder Bürger, die sich gegen den Verlust ihrer Reichsfreiheit wehrten, mit Waffengewalt brechen. 1328 gelang es Balduin die wildgräfliche Schmidtburg zu erwerben. Bis 1342 versuchten die verschiedenen Zweige der Wildgrafen, die Burg wiederzugewinnen. Höhepunkt der Auseinandersetzung war die sogenannte Dhauner Fehde (1337–1342), bei der die meisten Adelsgeschlechter der Hunsrück-Nahe Region beteiligt waren. Zentrum der Kämpfe war die wildgräfliche Burg Dhaun.
In seinem Dauerkonflikt mit den Sponheimern musste er 1328 einen peinlichen Rückschlag erleben: Vertrauend auf einen vereinbarten Waffenstillstand, reiste Balduin im Juni 1328 durch sponheimisches Territorium und wurde dort auf Anweisung der Gräfin Loretta von Sponheim in Haft genommen. Sie war von Balduin durch den Bau der Burg Balduinseck auf sponheimischen Territorium und den Versuch, sich die den Sponheimern verpfändete Reichspfandschaft Kröver Reich für das Erzstift zu sichern, provoziert worden. Darüber hinaus machte sie Balduin für den wirtschaftlichen Schaden verantwortlich, der ihr durch die Landflucht sponheimischer Hintersassen in trierische Städte entstanden war. Erst nach der Zahlung eines Lösegeldes von 30.000 Pfund Heller, der Tilgung von Lorettas Schulden und die Zusicherung, nichts mehr gegen die Interessen der Familie zu unternehmen – unter anderem im Streit um das Kröver Reich – wurde er wieder freigelassen.
Im Niederen Erzstift an der Untermosel wollten sich 1331 einige Reichsministeriale nicht unter das Trierer Amtsrecht stellen. Sie mussten sich daraufhin in der Eltzer Fehde durch Belagerungen und dem Bau von Gegenburgen Balduins Herrschaftspraxis 1337 unterwerfen, d. h. Burgenöffnung und Übernahme von Verwaltungstätigkeiten. In diesen Jahren führte er auch den „Mainzer Krieg“ der nicht nur gegen die Bürger der Stadt, sondern der auch Schauplätze in Hessen und Thüringen hatte. 1336 soll er sich persönlich am Abwehrkampf gegen die „Judenschlägerrotten“ der Armledererhebung am Untermain beteiligt haben. 1338 wurde Balduin durch eine Allianz mit dem englischen König in den Beginn des Hundertjährigen Krieges verwickelt. In wesentliche Kämpfe scheint er nicht eingegriffen zu haben, denn König Edward zahlte nicht den vereinbarten Sold. Eine empfindliche Niederlage mussten Balduins Koblenzer Truppen 1347 in der Grenzauer Fehde hinnehmen. Die Verluste und Kosten zwangen ihn, die Unterstützung für seinen Großneffen König Karl von Böhmen im Streit gegen Kaiser Ludwig den Bayern aufzugeben. 1351 demonstrierte er noch einmal seine Macht und ließ die Burg des Jakob von Montclair an der Saar, der sich fortgesetzt den Einungen des lothringischen Landfriedens oder des Landfriedensbündnis Maas-Rhein widersetzt hatte, belagern und zerstören. Trotz der Vielzahl hier aufgelisteter Kämpfe aber soll es Balduin überwiegend vorgezogen haben, seine Gegner durch Verhandlungen und mit Lehnsverträgen an sich zu binden, da eine ausgetragene Fehde sehr kostspielig war.

## Wirkungen

### Reformen
Im verwaltungstechnischen Bereich blühte das Erzbistum auf. Er ließ seit den 1330er Jahren als Grundlage einer geordneten Verwaltung die Urkunden und Besitztitel des Trierer Erzstifts sammeln und abschreiben. Diese Urkundensammlungen, die sogenannten Balduineen, in denen andere Urkunden abschriftlich zusammengefasst waren, werden heute in vier Handschriften im Landeshauptarchiv Koblenz aufbewahrt. Ein kleines, handliches Format dieser Urkundenbücher führte er als Reiseexemplar – als transportables Präsenzarchiv – stets auf seinen Reisen mit sich. Als Vorläufer der Balduineen kann der Liber annalium iurium angesehen werden, der bereits in Ansätzen unter Erzbischof Albero von Montreuil vorhanden war und unter Erzbischof Johann I. vollendet wurde. Allerdings sind die Balduineen auf einem aktuelleren Stand und spiegeln die Rechtslage des Erzbistums im ersten Drittel des 14. Jahrhunderts wider.
Zu Balduins Reformen zählt der „Trierer Festkalender“ von 1338, der die Anzahl der kirchlichen Feiertage, die auch mit einer strengen Arbeitsruhe gefeiert wurden, zum Vorteil der Landwirtschaft und des Handwerks reduzierte. Auch 1338 ordnete er die jährliche Versammlung des Klerus zu Synoden an, in denen aktuelle Kirchenereignisse behandelt wurden. Die daraus resultierenden, zumeist in Latein abgefassten Dekrete, sollten von den Priestern in ihrer Pfarrei in der Volkssprache vorgetragen werden. Weniger eine Reform als eine Neuerung war die Einrichtung des Weihbischofsamtes, das Balduin sich wegen seiner häufigen Reichsaufgaben von der Kurie erlauben ließ. 1344 erteilte der Papst Balduin die Vollmacht bischöfliche Visitationen und Pontifikalhandlungen durch Vertreter ausführen zu lassen. Tatsächlich hatte Balduin schon früher Helfer im Bischofsamt ernannt, die aber nicht als regierende Bischöfe amtierten.
In dem zu Mainz gehörenden Teil der Landgrafschaft Thüringen rekrutierte er Schreiber und Notare. Dieser „Thüringische Bildungskreis“ um den späteren Mainzer Domdekan Rudolf Losse aus Eisenach waren auch als hochrangige Diplomaten auf der politischen Bühne Europas präsent und stützten die ausgreifende Reichspolitik des Luxemburgers. Losse, der in Montpellier in Frankreich studiert hatte, war auch an der Bildung der neuhochdeutschen Schriftsprache beteiligt, die mit ihren Formulierungen als deutsche Urkundensprache ab Anfang der 1330er Jahre Eingang in die Kanzleien des Reiches fand. „Die kurtrierischen Bündnis- und Einungsurkunden waren in Sprachstil, Formel und Inhalt unbezweifelbar, unanfechtbar.“

### Münzwesen
Zu Beginn von Balduins Regierungszeit war die vorherrschende Währung in dem trierisch-lothringischen Währungsraum u. a. der Silberpfennig der Reichsmünzstätte Hall, der französische Turnosepfennig und der Kölner Pfennig. 1310 bekam Balduin von seinem Bruder Heinrich das Recht verliehen, an jedem Ort im Erzstift Münzen zu schlagen. Eine noch weitere Ausdehnung erfuhr das Privileg durch König Karl IV. im Jahre 1346, als dieser ihm das Recht einräumte, königliches und kaiserliches Geld von Gold und Silber mit allgemeiner Gültigkeit zu prägen, falsche Münzen zu kassieren sowie Fälscher und Hehler zu bestrafen. Dies geschah auch aus Dank und Belohnung für seine Erhebung zum König bei seiner Krönung in Bonn. 1348 wurde der erste rheinische Münzvertrag zwischen Trier, Luxemburg, Köln und der Markgrafschaft Jülich zur gemeinsamen Prägung mit dem Zeichen des Reiches geschlossen. Damit hatte Balduin bereits vor der Veröffentlichung der Goldenen Bulle von 1356 die Einbindung der königlichen Münzhoheit in die Trierer Territorialgewalt erreicht. Nach urkundlichen Angaben prägte Balduin nicht nur in Trier, sondern auch in Koblenz, Boppard und Cochem. Es gibt allerdings keine bekannten Angaben über Schrot und Korn der Münzen oder über deren Wertverhältnisse untereinander. Trierer Goldmünzen wurden allerdings erst unter Balduins Nachfolger Boemund II. geprägt.

### Erinnerung
Bischof Balduin ist „außerhalb des Mittelrhein-Mosel-Raumes dem Nicht-Historiker kaum ein Begriff.“ Seine von eher deutschnational gesinnten Historikern des 19. und frühen 20. Jahrhunderts manchmal kritische Bewertung als Reichsfürst und Mitglied einer Familie, die im Spätmittelalter drei deutsche Kaiser und mehrere Könige gestellt hatte, wurde offensichtlich beeinflusst durch Leopold von Rankes Urteil über die auch auf Balduin zutreffende Beschreibung Kaiser Heinrichs VII., „von Herkunft ein Niederländer und von Erziehung her ein Franzose“ zu sein.

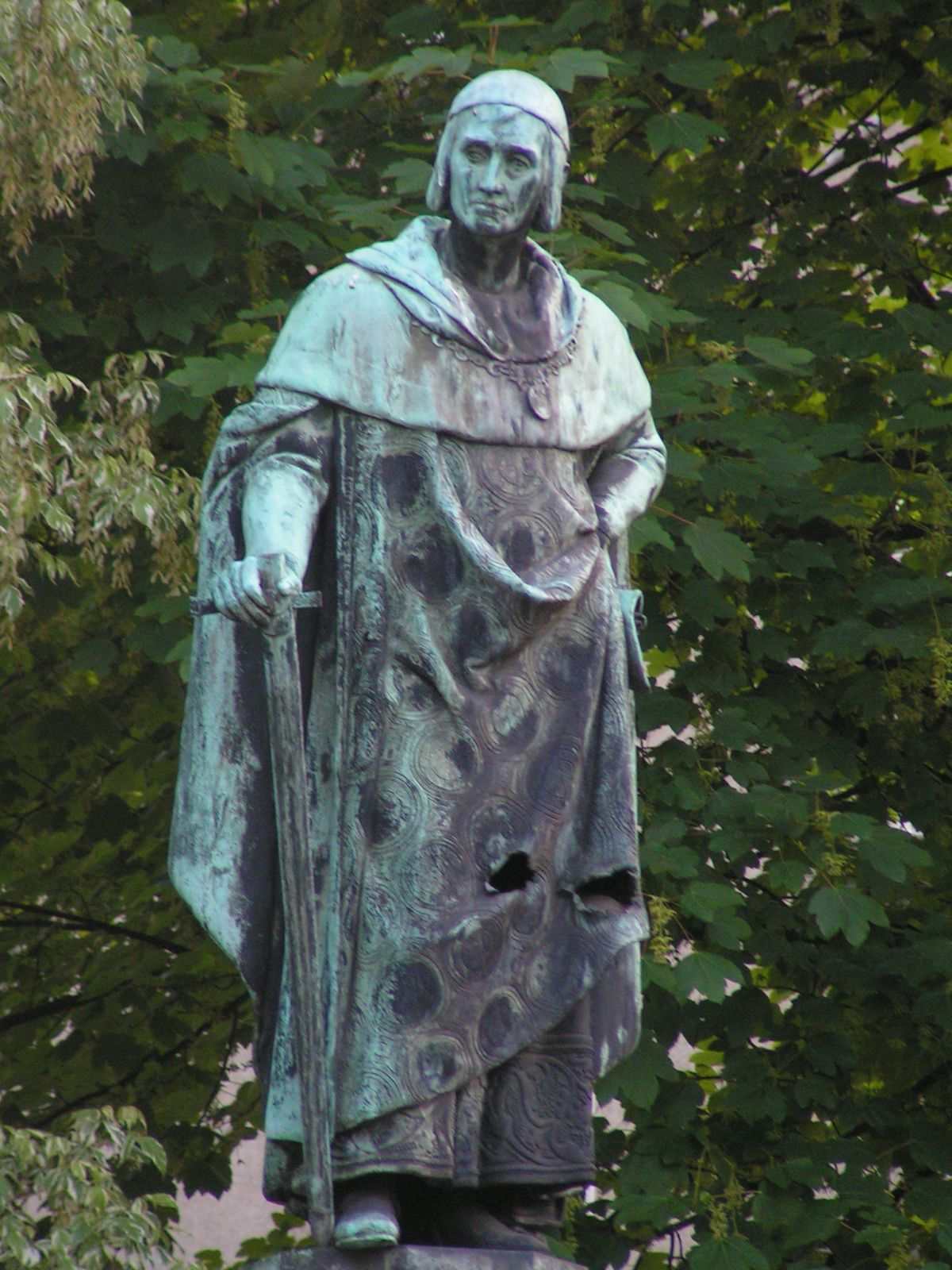
Balduin von Luxemburg, Bronze, 1897, Balduinbrunnen in Trier
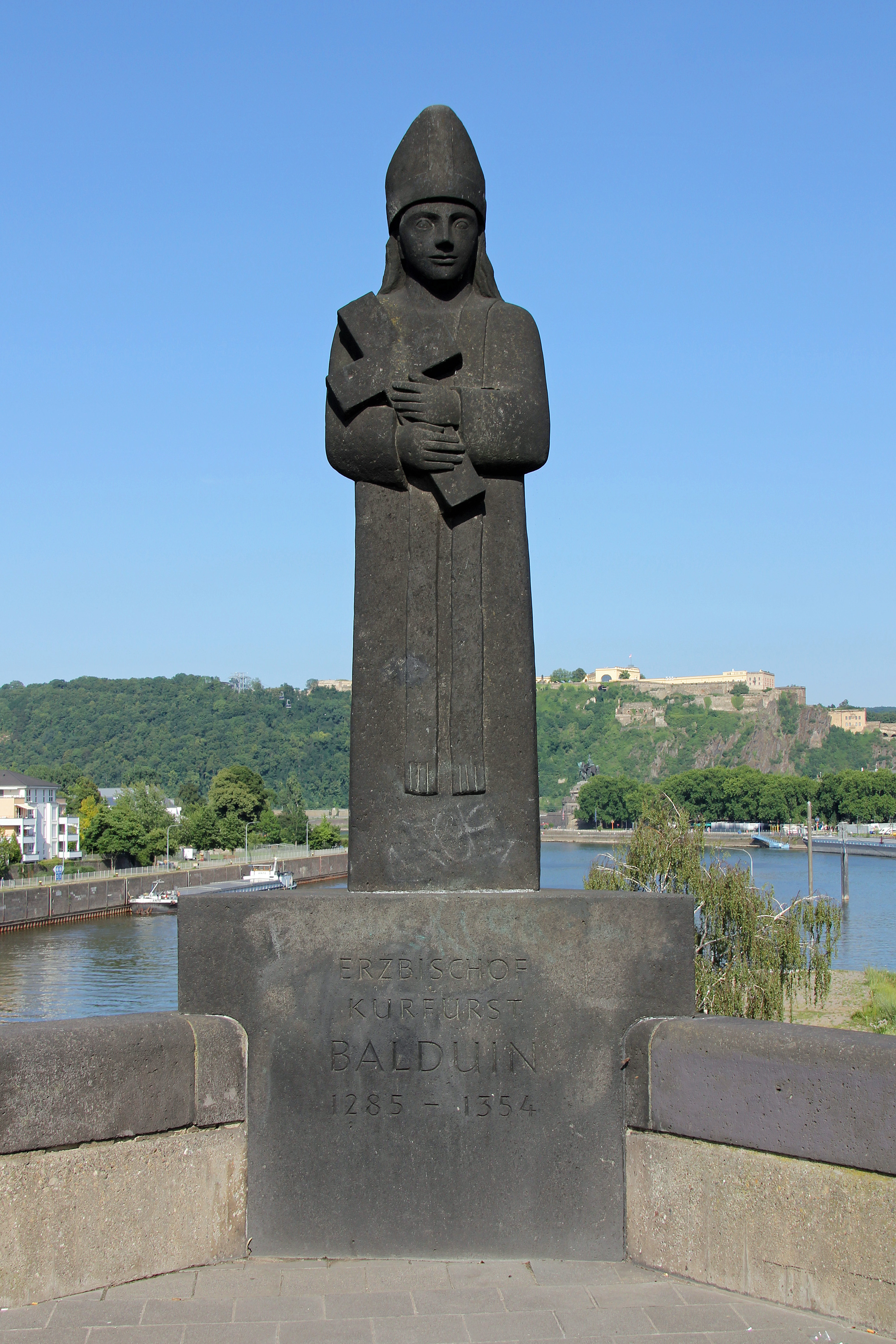
Basaltsteinfigur, 1975, Balduinbrücke in Koblenz
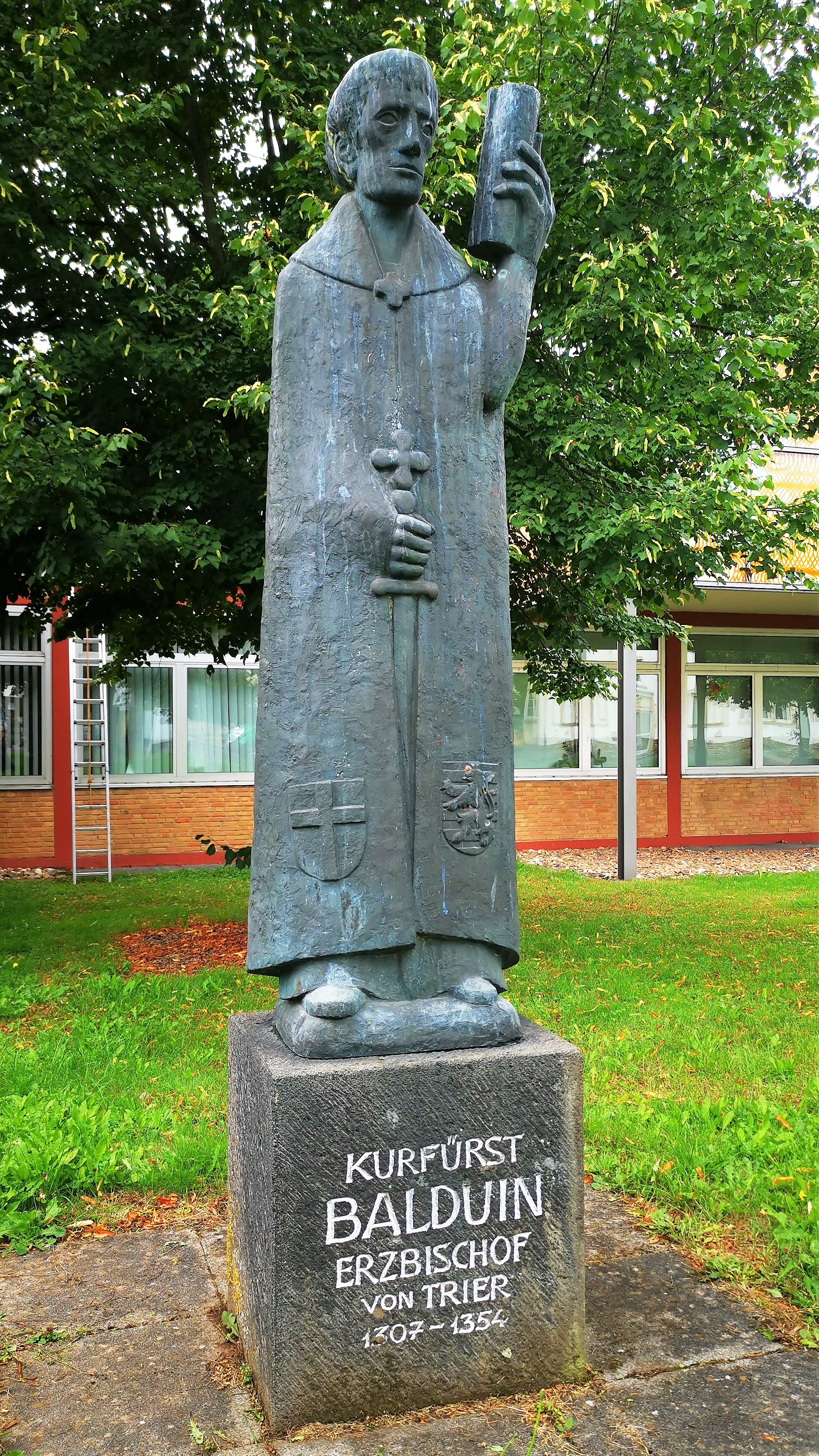
Steinfigur um 1965 in Wittlich, Kurfürst-Balduin-Realgymnasium
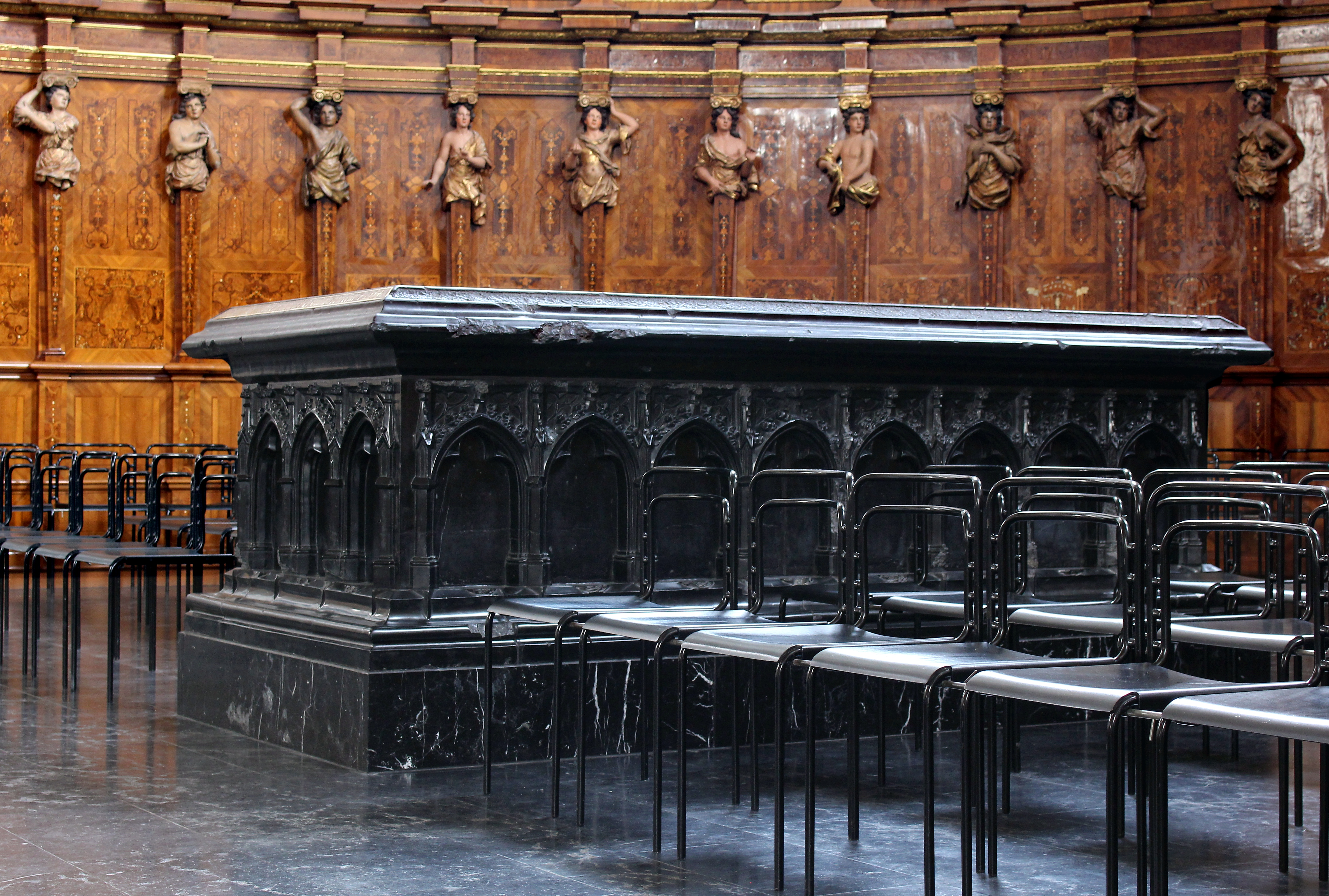
Hochgrab Balduins, Marmor, um 1360 im Trierer Dom

Balduin selbst ließ mit der illustrierten Beschreibung der Wahl und des Italienzuges seines Bruders Heinrich eine erste Erinnerung an sich selbst entstehen. Die Erlebnisse dieses Romzugs mit seiner Beteiligung sind in der Bilderchronik Kaiser Heinrichs Romfahrt festgehalten. Mehrere von Balduin erbaute Burgen wie Burg Baldenau, Balduinstein, Baldeneltz (heute Trutzeltz), Baldenruesse (heute Rauschenburg), Balduinseck, … die nannte he alle nach sine name. (T. E. v. Wolfhagen, Limburger Chronist, 14. Jahrhundert.) Balduins monumentales Hochgrab, nach französischen Vorbildern 1362 vollendet, befindet sich im Westchor des Trierer Doms. Am 18. Mai 1897 wurde vor dem Trierer Hauptbahnhof, am Schnittpunkt von Christophstraße und Balduinstraße, der Balduinbrunnen mit einer Bronzefigur des Kurfürsten aufgestellt. Entworfen wurde das Denkmal von dem Münchner Bildhauer Ferdinand von Miller (1842–1929). 1975 wurde ein Balduin-Denkmal aus Eifelbasalt auf der erneuerten Balduinbrücke in Koblenz errichtet. Bildhauer war Rudi Scheuermann (* 1929, † 2016).
Balduin ist innerhalb des Bistums Namenspatron von Schulen, seit 1926 in Münstermaifeld, 1958 in Kaisersesch, 1969 in Wittlich und seit 1969 in Morbach. In der heimatgeschichtlichen Literatur ist die Erinnerung an Balduin häufig eine von Legenden überlagerte. Die Rhein- und Moselliteratur der Romantik erinnerte vorrangig an Balduins machtorientierte Seite und seine „Gefangenschaft“ bei Gräfin Loretta von Sponheim.
1985 erinnerte das Land Rheinland-Pfalz in einer Landesausstellung in Trier an Balduins Geburt vor 700 Jahren. Schirmherrschaft hatten der Erbgroßherzog Henri von Luxemburg und Ministerpräsident Bernhard Vogel. Anlässlich der Ausstellung erschien historiografische Literatur zu Balduin, zu seiner Familie und zu seiner Zeit des 14. Jahrhunderts.